# Хармонија (филозофија)
Хармонија представља склад, јединство, сразмерни однос делова који су саставни део целине. 
У психолошком смислу хармонија (хармоничност) подразумева складност интеракција између различитих чинилаца који учествују у развоју појединца, деловању групе или реципроцитета у односима појединца, групе и заједнице.